# غماس
غماس هي قضاء تابع لمحافظة الديوانية (القادسية) يبلغ عدد سكانها اكثر من 160 الف نسمة تقع على طريق الديوانية - النجف تبعد عن المركز بحوالي 57 كم وتشتهر هذه الناحية بالزراعة ولاسيما محاصيل العنبر و  القمح والتمر والعديد من المحاصيل الزراعية الأخرى جاءت تسمية غماس لان هذه المدينة كانت في الزمن البعيد مغمورة (مغموسة) بالمياه فسميت بتلك التسمية.